# Awali
Awali (arab. ‏عوالي‎, ʿAwālī, tłum. „Wyżyny”) – miejscowość w królestwie Bahrajnu, w Zatoce Perskiej. Awali położone jest na głównej wyspie królestwa Al-Bahrajn, w muhafazie Al-Dżanubijja, na południe od stolicy kraju, Manamy, oraz na południowy zachód od jednej z największych na świecie, krajowej rafinerii ropy naftowej, a także na północ od pól naftowych Bahrajnu. 
Awali jest siedzibą Bahrain Petroleum Company (BAPCO). Gmina została założona w latach 30. XX w. przez BAPCO z przeznaczeniem na lokalizację głównych biur, miejsc zamieszkania personelu centrali oraz zagraniczną kadrę kierowniczą i pracowników BAPCO. Awali została wybudowana pośrodku pustyni na wzór zachodniego małego miasteczka lub zabudowy podmiejskiej, włącznie z nasadzeniem drzew i stworzeniem ogrodów. Osada zbudowana jest na skalistym zboczu, a woda musi być doprowadzana ze źródeł oddalonych o kilka kilometrów. Do lat 60. i początku lat 70. XX w. populacja Awali była znacznie wyższa. Wtedy władze koncernu zdecydowały się zastąpić osiedlonych tam migrantów z Zachodu bahrajńskimi pracownikami mieszkającymi w innych częściach emiratu. W 2009 Awali zamieszkiwało 1769 osób.
W 2013 król Bahrajnu Hamad ibn Isa Al Chalifa podarował Wikariatowi apostolskiemu Arabii Północnej teren w Awali o powierzchni około 8788 m² z przeznaczeniem na budowę katedry. Kamień węgielny pod budowę Katedry Matki Bożej Arabskiej położył w 2014 wikariusz apostolski Arabii Północnej bp Camillo Ballin. Roboty budowlane rozpoczęto w 2018, a 10 grudnia 2021 konsekracji katedry dokonał prefekt Kongregacji ds. Ewangelizacji Narodów kard. Luis Antonio Tagle. 4 listopada 2022, podczas pierwszej w historii podróży apostolskiej do Bahrajnu katedrę w Awali odwiedził papież Franciszek.